# (15820) 1994 TB
(15820) 1994 TB est un objet transneptunien du groupe des plutinos découvert en 1994.

## Description
(15820) 1994 TB a été découvert le 2 octobre 1994 dans un des observatoires du Mauna Kea, un ensemble d'observatoires astronomiques indépendants, situés au sommet du volcan Mauna Kea sur l'île d'Hawaï, par David Jewitt et Jun Chen.

### Caractéristiques orbitales
L'orbite de cet astéroïde est caractérisée par un demi-grand axe de 39,22 UA, un périhélie de 26,96 UA, une excentricité de 0,31 et une inclinaison de 12,14° par rapport à l'écliptique. Du fait de ces caractéristiques, à savoir un demi-grand axe supérieur à 30,1 UA, il évolue au-delà orbites de l'orbite de Neptune et est classé comme planète mineure distante de type objet transneptunien,

### Caractéristiques physiques
(15820) 1994 TB a une magnitude absolue (H) de 7,5.